# Octogonade mediterranea
Octogonade mediterranea är en nässeldjursart som beskrevs av Zoja 1896. Octogonade mediterranea ingår i släktet Octogonade och familjen Mitrocomidae. Inga underarter finns listade i Catalogue of Life.